# Abdurrahmán Chán
Abdurrahmán (kolem 1840? – 1. října 1901) byl emír, vládce Afghánistánu mezi lety 1880–1901. Pocházel z jednoho z předních afghánských rodů. Jakmile se dostal k moci, tak sice nastolil pořádek v zemi, která se vzpamatovávala z války, avšak za cenu mnoha životů. Uvádí se, že měl vyhladit až 60 % Hazárů.

## Období vlády
Abdurrahmán Chán provedl v Afghánistánu tvrdou centralizaci, během které převedl mnoho pravomocí samosprávných oblastí na centrální vládu. V období svého panování se obával hospodářské modernizace země a odmítal také například stavbu nových silnic a železnic. Důvodem obav byly případné hrozby ze zneužívání této modernizace imperialistickými velmocemi (zejména Ruskem a Velkou Británií), které by třeba v případě její realizace mohly zvýšit své úsilí o kolonizaci Afghánistánu.